# 涪陵区
涪陵区是中華人民共和國重庆市下辖的市辖区。原为地级涪陵市市治，现为重庆中心城区之外GDP最高的县区。涪陵城区位于乌江汇入长江处，素为乌江流域物资集散地。截至2024年末，下辖11个街道、16个镇，常住人口110万。涪陵榨菜为知名特产。名胜古迹有水底碑林白鹤梁、程朱理学点易洞、816工程等。

## 历史

### 得名
乌江汇入长江处，古称枳。秦时，在枳地上游、乌江沿岸（今彭水县）设置涪陵县。漢末三國，设涪陵郡，治所位于涪陵县。南朝时期，涪陵郡治所位于汉平县。隋开皇初，涪陵郡只领汉平县一地；开皇十三年（593年），汉平县改名涪陵县。乌江、长江汇合处从此称为“涪陵县”。

### 沿革
- 秦昭王三十年（前277年）置枳县，为区境置县之始。隋置涪陵县，隶属巴郡；元朝入涪州。明清均屬重慶府。民国初年（1913年），改涪州为涪陵县，先后隶属川东道和四川省第八区。
- 中华人民共和国成立后，1950年初，四川省第八行政督察區析置涪陵專區和酉陽專區，涪陵專区辖涪陵縣、南川縣、酆都縣、武隆縣、彭水縣5縣，並將大竹專區长寿縣、萬縣專區石砫縣劃入，隶川东行署区。
- 1952年12月20日，酉陽專區撤銷，所屬的酉陽縣、秀山縣、黔江縣劃歸涪陵專區[6]。
- 1952年9月27日，長壽縣劃歸重慶市直轄[7]。
- 1953年1月16日，重慶市長壽縣劃歸涪陵專區[8]。
- 1953年3月10日，大竹專區墊江縣劃歸涪陵專區[9]。
- 1959年4月13日，長壽縣劃歸重慶市[10][11]。
- 1968年9月，涪陵專區改名涪陵地區。
- 1983年9月9日，撤銷涪陵縣，設立涪陵市（縣級）[12]。
- 1988年5月18日，石柱縣，秀山縣，黔江縣，酉陽縣和彭水縣從涪陵地區劃出，單獨設立黔江地區[13]
- 1995年11月5日，撤銷涪陵地區、縣級涪陵市，設立地級涪陵市，新設立枳城區和李渡區，涪陵市轄原涪陵地區的墊江縣、武隆縣、豐都縣和新設立的枳城區、李渡區。原涪陵地區的南川市由省直轄[14]。
- 1996年9月15日，涪陵市委託重慶市代管[15]。
- 1997年3月14日，劃入重慶直轄市[16]。
- 1997年12月20日，撤销原地级涪陵市和枳城区、李渡区，设立重庆市涪陵区，重庆市涪陵区辖原枳城区、李渡区的行政区域。原涪陵市所辖（代管）的南川市、武隆县、丰都县、垫江县改归重庆市直接管辖[17]。

## 轄境沿革
- 1952年12月19日，長壽縣興隆鄉第十六、二十三村和黃葛鄉第十四村劃歸涪陵縣包家鄉[18]。
- 1953年9月16日，涪陵縣第十三區的江家、大石、雲集、燕石、安順、石回、兩桂、白林、大水、福盛、石塔、青平、華中等13個鄉，第十四區的同興、瑪瑙、板橋、鐵牛、飛龍、群策、萬壽、禦龍等8個鄉，共21個鄉劃歸長壽縣；第十四區的綠柏、雲山、觀鬥、沙坪、保和、百家、古福、龍塘等8個鄉，第十五區的水井、武功、打鼓、土豐、龍井、包家、鳳宜、安樂、土主等10個鄉，第十六區的箐口、三匯、巧嶺、勝利、裴江、石廟、平溪、永平、雞棲、東村、老君、沈家、東匯等13個鄉，共31個鄉劃歸墊江縣[19]。
- 1955年3月24日，長壽縣鐵牛鄉劃歸涪陵縣[20]。
- 1955年，涪陵縣聚寶鄉的柏楊、民主、平安3個村劃歸南川縣。
- 1956年6月12日，涪陵縣廟埡區的鴨江、永興、高建、鳳來、七星、團結、廟埡、尋華、人民、月升、送月、工農12鄉劃歸武隆縣；廟埡區的勞動、騎龍、民主和龍潭區的冷水鄉劃歸南川縣[21]。
- 1958年11月25日，武隆縣羊角區龍塘鄉劃歸涪陵縣。[22]
- 1967年1月4日，涪陵縣、長壽縣協商決定：涪陵縣永義公社龍泉大隊的三、四、五隊，62戶251人，田土共計561畝劃歸長壽縣飛龍公社；叢林公社桂花大隊一、二、三隊，田84畝、土34畝，白雲大隊一生產隊田60畝、土34畝，淹戶19戶76人，全部劃歸長壽縣華中公社。

## 行政区划
涪陵区下辖9个街道办事处、12个镇、6个乡：
敦仁街道、崇义街道、荔枝街道、江北街道、江东街道、李渡街道、龙桥街道、白涛街道、马鞍街道、南沱镇、青羊镇、百胜镇、珍溪镇、清溪镇、焦石镇、马武镇、龙潭镇、蔺市街道、新妙镇、石沱镇、义和街道、大木镇、武陵山镇、罗云镇、大顺镇、增福镇和同乐镇。

## 地理
地理坐标介于东经106°56'—107°43'，北纬29°21'—30°01'之间。地形以低山浅丘为主。

### 气候
涪陵区属于中亚热带湿润季风气候，四季分明。年均气温18.1℃，降水量1072毫米，无霜期317天，日照时数1248小时。
| 涪陵区气象数据（1971年至2000年）            | 涪陵区气象数据（1971年至2000年） | 涪陵区气象数据（1971年至2000年） | 涪陵区气象数据（1971年至2000年） | 涪陵区气象数据（1971年至2000年） | 涪陵区气象数据（1971年至2000年） | 涪陵区气象数据（1971年至2000年） | 涪陵区气象数据（1971年至2000年） | 涪陵区气象数据（1971年至2000年） | 涪陵区气象数据（1971年至2000年） | 涪陵区气象数据（1971年至2000年） | 涪陵区气象数据（1971年至2000年） | 涪陵区气象数据（1971年至2000年） | 涪陵区气象数据（1971年至2000年） |
| 月份                                        | 1月                              | 2月                              | 3月                              | 4月                              | 5月                              | 6月                              | 7月                              | 8月                              | 9月                              | 10月                             | 11月                             | 12月                             | 全年                             |
| ------------------------------------------- | -------------------------------- | -------------------------------- | -------------------------------- | -------------------------------- | -------------------------------- | -------------------------------- | -------------------------------- | -------------------------------- | -------------------------------- | -------------------------------- | -------------------------------- | -------------------------------- | -------------------------------- |
| 历史最高温 °C（°F）                         | 16.9 (62.4)                      | 23.9 (75.0)                      | 32.5 (90.5)                      | 35.5 (95.9)                      | 37.9 (100.2)                     | 39.2 (102.6)                     | 40.5 (104.9)                     | 42.2 (108.0)                     | 41.8 (107.2)                     | 35.5 (95.9)                      | 28.9 (84.0)                      | 18.4 (65.1)                      | 42.2 (108.0)                     |
| 平均高温 °C（°F）                           | 9.7 (49.5)                       | 12.1 (53.8)                      | 16.9 (62.4)                      | 22.5 (72.5)                      | 26.6 (79.9)                      | 29.2 (84.6)                      | 33.0 (91.4)                      | 33.9 (93.0)                      | 28.0 (82.4)                      | 22.0 (71.6)                      | 16.6 (61.9)                      | 11.2 (52.2)                      | 21.8 (71.3)                      |
| 日均气温 °C（°F）                           | 7.4 (45.3)                       | 9.2 (48.6)                       | 13.3 (55.9)                      | 18.1 (64.6)                      | 22.0 (71.6)                      | 24.9 (76.8)                      | 28.1 (82.6)                      | 28.4 (83.1)                      | 23.8 (74.8)                      | 18.5 (65.3)                      | 13.8 (56.8)                      | 9.0 (48.2)                       | 18.0 (64.5)                      |
| 平均低温 °C（°F）                           | 5.7 (42.3)                       | 7.1 (44.8)                       | 10.5 (50.9)                      | 14.9 (58.8)                      | 18.7 (65.7)                      | 21.6 (70.9)                      | 24.3 (75.7)                      | 24.4 (75.9)                      | 20.8 (69.4)                      | 16.2 (61.2)                      | 11.8 (53.2)                      | 7.5 (45.5)                       | 15.3 (59.5)                      |
| 历史最低温 °C（°F）                         | −1.5 (29.3)                      | −0.3 (31.5)                      | 1.3 (34.3)                       | 4.2 (39.6)                       | 11.5 (52.7)                      | 15.8 (60.4)                      | 19.4 (66.9)                      | 18.7 (65.7)                      | 14.9 (58.8)                      | 7.4 (45.3)                       | 3.0 (37.4)                       | −2.2 (28.0)                      | −2.2 (28.0)                      |
| 平均降水量 mm（）                           | 17.0 (0.67)                      | 16.9 (0.67)                      | 41.5 (1.63)                      | 116.7 (4.59)                     | 176.2 (6.94)                     | 188.3 (7.41)                     | 153.0 (6.02)                     | 118.4 (4.66)                     | 114.2 (4.50)                     | 111.7 (4.40)                     | 53.8 (2.12)                      | 22.9 (0.90)                      | 1,130.6 (44.51)                  |
| 平均降水天数（≥ 0.1 mm）                    | 8.9                              | 9.0                              | 11.7                             | 15.7                             | 16.1                             | 16.0                             | 13.1                             | 10.9                             | 13.3                             | 15.4                             | 11.9                             | 9.4                              | 151.4                            |
| 来源：中国天气网（1971–2000年间的降水天数） |                                  |                                  |                                  |                                  |                                  |                                  |                                  |                                  |                                  |                                  |                                  |                                  |                                  |

## 交通
已建成水路、公路、铁路交通枢纽。区内水泥公路总长1477公里，有直抵主城区的 渝涪高速公路，渝怀铁路2005年通车。规划中的汉渝高速公路、渝长(沙)高速公路及南涪、渝利两条铁路贯穿全境。长江横贯东西，乌江纵穿南北。2013年重庆到涪陵的南线高速公路通车，主城到涪陵1小时左右的车程，同时高速可以到丰都。
- 319国道、 348国道

## 宗教
涪陵民风纯朴，宗教信仰主要有佛教、道教、天主教、基督教。 

## 资源
- 植被：森林90万亩，植物4000余种，中药材946种，野生动物750余种。
- 矿产：26种，储量大，品位高，易开采。

## 旅游
巴文化、易文化、榨菜文化相互交融，有国家级风景名胜区2处，省级3处：水底碑林白鹤梁，巴国故里小田溪，理学圣地点易洞，全国罕见、重庆唯一的野生植物带石夹沟，雄奇峻秀的乌江画廊。另有近年来新开发的武陵山大裂谷风景区。武陵山大裂谷为国家5A级旅游景区，
位于重庆市涪陵区城东南约40公里的武陵山乡境内，武陵山系西北尾端，乌江下游东岸。景区创建面积9平方公里，平均海拔1300米，最高处1980米，山势奇峻多姿，原生植被丰富，种类繁多，共有2000余种野生植物和200余种野生动物；空气清新宜人，生态环境极其优良，山、林、泉、洞、瀑、崖、湖、潭、峡、坑、缝一应俱全，旅游资源极为丰富。十里大峡谷雄阔壮美，谷底奇石叠垒，溪流淙淙；天然绝壁宛如万里长城，绵延数里；地缝、暗河神奇壮观。其中铜墙铁壁、如来神掌、将军石、青天峡地缝等景点堪称一绝。
涪陵周易园  原名点易洞，位于长江北岸，与涪陵城隔江相望。据《舆地纪胜》和《涪州志》载，北宋程颐曾在此注《易》6载，写成理学代表作《易传》，程氏理学由此发祥。园西壁上刻有“点易洞”字迹。 “点易洞”是一人工开凿的石洞，现今洞口上方尚有“点易洞”三字。洞内有朱熹游此的题诗：“渺然方寸神明舍，天下经纶具此中，每向狂澜观不足，正如有本出无穷。”

### 全国重点文物保护单位
- 白鹤梁题刻
- 小田溪摩崖造像
- 816工程

## 经济
涪陵经济在重庆直辖时划入“新重庆地区”中，处于较领先的位置，其中太极集团、重庆市涪陵榨菜集团股份有限公司为上市公司。
已与50多个国家和地区进行了贸易。

## 特产
涪陵三样宝：榨菜、油醪糟和红心萝卜。

## 名人
- 刘晓庆
- 兰溪道隆